# Loricariidae
La famiglia Loricariidae comprende oltre 800 specie di pesci d'acqua dolce appartenenti all'ordine Siluriformes

## Distribuzione e habitat
I loricaridi sono diffusi nelle acque dolci delle isole caraibiche e nei corsi d'acqua dell'America del sud, escludendo le Ande e la Terra del Fuoco.
Sono stati comunque diffusi dall'uomo in altre aree geografiche, come Australia, USA (Hawaii, Texas e Florida) e Singapore.

## Descrizione

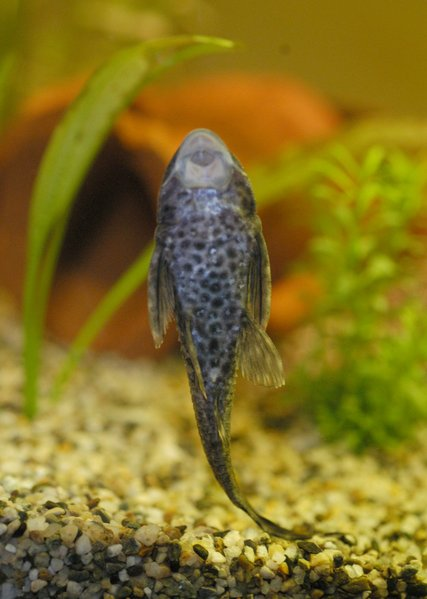
Un Hypostomus plecostomus attaccato al vetro tramite la bocca a ventosa

Questi pesci presentano una vera e propria corazza a protezione del corpo, composta da placche ossee e scaglie robuste che, incastrandosi tra loro in 3-4 file, avvolgono l'intera parte superiore del corpo (il ventre è escluso dalla protezione). 

Ma la particolarità anatomica più nota di queste specie è la bocca a ventosa, evoluzione dovuta al regime alimentare a cui questa famiglia si è abituata.
Il motivo principale è ovviamente la dieta, ma il fattore habitat non è da meno: infatti sono pesci che vivono in corsi d'acqua relativamente turbolenti (se non in vere e proprie rapide) e nutrirsi attaccandosi al cibo senza correre il rischio di venire trascinati dalla corrente, di perdere il cibo e di sfiancarsi nuotando contro corrente è un vantaggio a cui non possono sottrarsi. Ecco quindi che si sviluppano labbra sempre più grandi e piatte, mentre il corpo si appiattisce sul ventre per facilitarne l'idrodinamicità.
Al contempo la vescica natatoria perde la sua funzione e la bocca si dota di denti adatti a raspare e a grattare i vegetali.
La bocca a ventosa permette inoltre ai loricariidi di espandere il loro raggio d'azione e inoltrarsi anche in acque molto movimentate dove prima non potevano spingersi, al riparo soprattutto dai loro predatori. 

Un'altra caratteristica di queste specie è la colorazione tipicamente mimetica, dal bruno al verde, dal nero al beige.
Alcune specie presentano inoltre vere e proprie spine nell'opercolo branchiale e nelle pinne dorsale e pettorali (costituite dai primi raggi) che in alcuni esemplari possono anche ferire se maneggiati senza attenzione.

## Acquariofilia
Numerose sono le specie di loricaridi allevate in acquari pubblici ma soprattutto allevate in acquari privati dagli appassionati di tutto il mondo. La specie più diffusa e conosciuta è Hypostomus plecostomus, ma negli ultimi decenni, grazie anche alla scoperta di nuove specie e alla maggior conoscenza dei loro luoghi d'origine, le specie commercializzate sono decine.

## Tassonomia
Attualmente la famiglia Loricariidae comprende 871 specie, suddivise in 7 sottofamiglie e 1 categoria di incertae sedis. 
| Taxon                          | Generi |
| ------------------------------ | --- |
| Sottofamiglia Ancistrinae      | Acanthicus, Ancistrus, Baryancistrus, Chaetostoma, Cordylancistrus, Dekeyseria, Dolichancistrus, Exastilithoxus, Hemiancistrus, Hopliancistrus, Hypancistrus, Lasiancistrus, Leporacanthicus, Lipopterichthys, Lithoxus, Loraxichthys, Megalancistrus, Micracanthicus, Neblinichthys, Oligancistrus, Panaqolus, Panaque, Parancistrus, Paulasquama, Pseudacanthicus, Pseudancistrus, Pseudolithoxus, Scobinancistrus                                                                    |
| Sottofamiglia Delturinae       | Delturus, Hemipsilichthys |
| Sottofamiglia Hypoptopomatinae | Acestridium, Corumbataia, Epactionotus, Eurycheilichthys, Eurycheilichthys, Gymnotocinclus, Hisonotus, Hypoptopoma, Lampiella, Macrotocinclus, Microlepidogaster, Niobichthys, Otocinclus, Otothyris, Otothyropsis, Parotocinclus, Plesioptopoma, Pseudotocinclus, Pseudotothyris, Rhinolekos, Schizolecis |
| Sottofamiglia Hypostominae     | Aphanotorulus, Corymbophanes, Etsaputu, Hypostomus, Isorineloricaria, Leptoancistrus, Peckoltia, Pogonopoma, Pseudorinelepis, Pterygoplichthys, Rhinelepis, Squaliforma |
| Sottofamiglia Lithogeninae     | Lithogenes |
| Sottofamiglia Loricariinae     | Apistoloricaria, brochiloricaria, Crossoloricaria, Cteniloricaria, Dasyloricaria, Dentectus, Farlowella, Fonchiiichthys, Fonchiiloricaria, Furcodontichthys, Harttia, harttiella, Hemiodontichthys, Ixynandria, Lamontichthys, Loricaria, Loricariichthys, Metaloricaria, Paraloricaria, Planiloricaria, Proloricaria, Pseudohemiodon, Pseudoloricaria, Pterosturisoma, Pyxiloricaria, Reganella, Rhadinoloricaria, Ricola, Rineloricaria, Spatuloricaria, Sturisoma, Sturisomatichthys |
| Sottofamiglia Neoplecostominae | Isbrueckerichthys, Kronichthys, Neoplecostomus, Pareiorhaphis, Pareiorhina |
| Loricariidae in incertae sedis | Nannoplecostomus |